# Station Fishguard Harbour
Fishguard Harbour is een spoorwegstation van National Rail in Pembrokeshire in Wales. Het station is eigendom van Stena Line (in tegenstelling tot de meeste Britse stations) en wordt beheerd door Transport for Wales. 

## Veerboot en trein
Station Fishguard Harbour geeft aansluiting op een veerbootverbinding, verzorgd door Stena Line, tussen de haven van Fishguard in Wales en de haven van Rosslare in Ierland. 

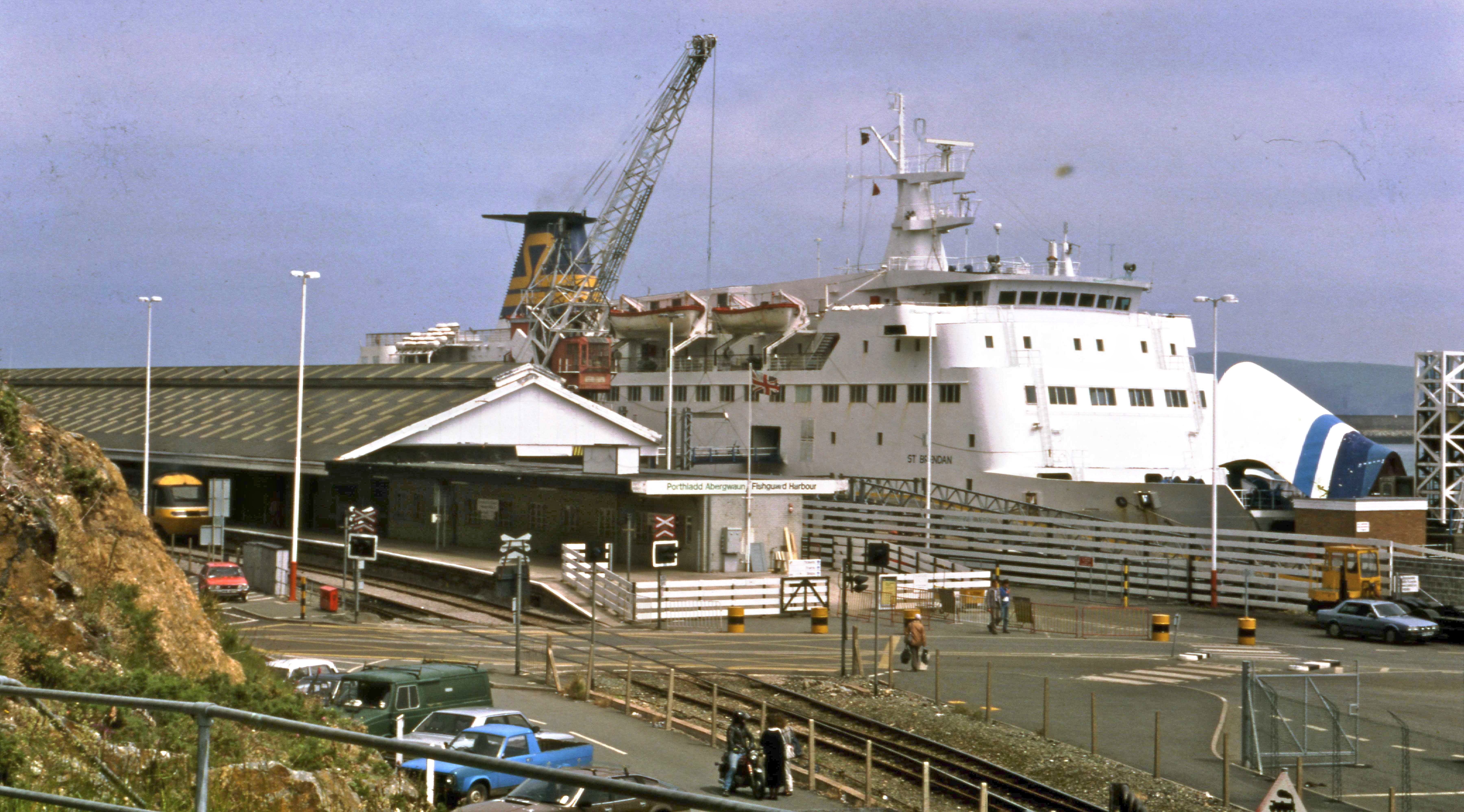
Station en veerboot, 1988